# Parechthrodryinus paralourgos
Parechthrodryinus paralourgos är en stekelart som beskrevs av Springate och John S. Noyes 1990. Parechthrodryinus paralourgos ingår i släktet Parechthrodryinus och familjen sköldlussteklar. Inga underarter finns listade i Catalogue of Life.